# Epipedobates cainarachi
Epipedobates cainarachi (tên tiếng Anh: Cainarachi Poison Frog) là một loài ếch thuộc họ Dendrobatidae.
Đây là loài đặc hữu của Peru.
Môi trường sống tự nhiên của chúng là rừng ẩm vùng đất thấp nhiệt đới hoặc cận nhiệt đới, sông ngòi, và đầm nước ngọt.
Chúng hiện đang bị đe dọa vì mất môi trường sống.
Nó được đặt tên theo Thung lũng Rio Cainarache, nơi nó lần đầu được phát hiện.